# Discografia di Francesco De Gregori
La discografia di Francesco De Gregori, cantautore italiano, inizia nel 1972 con Theorius Campus (insieme ad Antonello Venditti) e comprende 21 album in studio, 15 dal vivo, 12 raccolte e un Qdisc. L'ultimo album da lui pubblicato è stato De Gregori canta Bob Dylan - Amore e furto del 2015.
La caratteristica principale di un così grande numero di album registrati durante i concerti è la costante ricerca di un suono nuovo del cantautore, attraverso continue modifiche di accordi, arrangiamenti e testi; tutto ciò porta ad avere incise negli album live versioni anche molto diverse fra loro di alcune canzoni. Emblema della voglia di rimettere mano continuamente alle sue canzoni è il disco in studio Vivavoce, raccolta di pezzi più o meno vecchi, tutti riarrangiati.

## Album

### Album in studio
| Anno | Titolo                                      | Casa discografica           | Numero di catalogo | Vendite  | Riconoscimenti                                        |
| ---- | ------------------------------------------- | --------------------------- | ------------------ | -------- | ----------------------------------------------------- |
| 1972 | Theorius Campus (con Antonello Venditti)    | It                          | ZSLT 70007         | —        | —                                                     |
| 1973 | Alice non lo sa                             | It                          | ZSLT 70017         | —        | —                                                     |
| 1974 | Francesco De Gregori                        | RCA Italiana                | TPL1-1033          | —        | —                                                     |
| 1975 | Rimmel                                      | RCA Italiana                | TPL 1-1107         | 500.000+ | —                                                     |
| 1976 | Bufalo Bill                                 | RCA Italiana                | TPL 1-1192         | 150.000+ | —                                                     |
| 1978 | De Gregori                                  | RCA Italiana                | PL 31366           | —        | —                                                     |
| 1979 | Viva l'Italia                               | RCA Italiana                | PL 31480           | —        | —                                                     |
| 1982 | Titanic                                     | RCA Italiana                | PL 31622           | —        | —                                                     |
| 1985 | Scacchi e tarocchi                          | RCA Italiana                | PL 70845           | —        | —                                                     |
| 1987 | Terra di nessuno                            | CBS                         | 460524-1           | —        | Targa Tenco                                           |
| 1989 | Mira Mare 19.4.89                           | CBS                         | 465172 1           | —        | Targa Tenco                                           |
| 1992 | Canzoni d'amore                             | Columbia                    | 472215-1           | 480.000+ | —                                                     |
| 1996 | Prendere e lasciare                         | Columbia                    | COL 485177         | —        | —                                                     |
| 2001 | Amore nel pomeriggio                        | Columbia                    | COL 499893 1       | 250.000+ | Targa Tenco (in condivisione con Canzoni a manovella) |
| 2002 | Il fischio del vapore (con Giovanna Marini) | Columbia/Caravan            | COL 510218         | 150.000+ | —                                                     |
| 2005 | Pezzi                                       | Columbia/Caravan            | 8 86974 20641      | 100.000+ | Targa Tenco                                           |
| 2006 | Calypsos                                    | Columbia/Caravan            | 8 28767 93711      | —        | —                                                     |
| 2008 | Per brevità chiamato artista                | Columbia/Caravan/Sony Music | 8 86973 21981      | 70.000+  | —                                                     |
| 2012 | Sulla strada                                | Edel Music/Caravan          | VAN 1203           | 80.000+  | Disco d'oro, Premio Medimex, Wind Music Award         |
| 2014 | Vivavoce                                    | Sony Music/Caravan          |                    | 100.000+ | 2x Disco di platino, Wind Music Award                 |
| 2015 | De Gregori canta Bob Dylan - Amore e furto  | Sony Music/Caravan          |                    | 50.000+  | Disco di platino                                      |
| 2024 | Pastiche (con Checco Zalone)                | Sony Music/Columbia         |                    |          |                                                       |

### Mini-LP
- 1983 – La donna cannone

### Album dal vivo
- 1975 – Bologna 2 settembre 1974 (dal vivo) (RCA Italiana, doppio, con Lucio Dalla, Antonello Venditti e Maria Monti)
- 1979 – Banana Republic (RCA Italiana, con Lucio Dalla)
- 1990 – Catcher in the Sky
- 1990 – Niente da capire
- 1990 – Musica leggera
- 1993 – Il bandito e il campione (con un inedito in studio e due dal vivo)
- 1994 – Bootleg (con due inediti dal vivo)
- 1997 – La valigia dell'attore (doppio, con tre inediti in studio e uno dal vivo)
- 2002 – Fuoco amico (con un inedito dal vivo)
- 2002 – In tour (doppio, con Pino Daniele, Fiorella Mannoia e Ron)
- 2003 – Mix (doppio, metà in studio e metà live, con inediti)
- 2007 – Left & Right - Documenti dal vivo
- 2010 – Work in Progress (con Lucio Dalla)
- 2012 – Pubs and Clubs - Live @ the Place
- 2012 – Vola vola vola (con Ambrogio Sparagna e Maria Nazionale)
- 2017 – Sotto il vulcano

### Raccolte
- 1976 – Il mondo di Francesco De Gregori
- 1979 – Il mondo di Francesco De Gregori vol. 2
- 1980 – Greatest Hits
- 1987 – La nostra storia
- 1992 – All the Best
- 1996 – Le origini
- 1998 – Gli anni settanta
- 1998 – Curve nella memoria
- 1999 – Francesco De Gregori
- 2000 – Le canzoni d'amore: 1973-83
- 2006 – Tra un manifesto e lo specchio
- 2013 – Oggi

## Singoli
- 1973 – Alice/I musicanti
- 1974 – Niente da capire/Bene
- 1975 – Rimmel/Piccola mela
- 1976 – Bufalo Bill/Atlantide
- 1978 – Generale/Natale
- 1978 – Ma come fanno i marinai/Cosa sarà
- 1979 – Viva l'Italia/Banana Republic
- 1979 – Viva l'Italia/Gesù bambino
- 1982 – La leva calcistica della classe '68/Centocinquanta stelle
- 1983 – La donna cannone/Canta canta
- 1985 – Scacchi e tarocchi/Piccoli dolori
- 1985 – Sotto le stelle del Messico a trapanàr/A Pa'
- 1985 – I cowboys/Sotto le stelle del Messico a trapanàr
- 1987 – Il canto delle sirene
- 1987 – Capataz/Intervista a De Gregori di Cesare Pierleoni
- 1989 – Pentathlon/300.000.000 di topi
- 1989 – Bambini venite parvulos/Cose
- 1990 – Niente da capire/La storia/L'abbigliamento del fuochista
- 1996 – Il bandito e il campione/Adelante!Adelante!
- 1996 – Rosa rosae
- 1996 – Compagni di viaggio
- 1997 – La valigia dell'attore/Belle speranze
- 1997 – Baci da Pompei
- 2001 – Sempre e per sempre
- 2002 – Sento il fischio del vapore
- 2002 – Saluteremo il signor padrone
- 2003 – Ti leggo nel pensiero
- 2005 – Gambadilegno a Parigi
- 2005 – Passato remoto
- 2005 – L'angelo
- 2006 – Diamante
- 2006 – Cardiologia
- 2006 – La linea della vita
- 2008 – Celebrazione
- 2008 – L'angelo di Lyon
- 2012 – Sulla strada
- 2012 – Guarda che non sono io
- 2013 – Showtime
- 2013 – Ragazza del '95
- 2013 – Falso movimento
- 2014 – Omero al Cantagiro
- 2014 – Alice (con Luciano Ligabue)
- 2014 – La donna cannone
- 2014 – Generale
- 2015 – La leva calcistica del '68
- 2015 – Un angioletto come te
- 2015 – Sei mai stata sulla luna
- 2016 – Mondo politico
- 2016 – Come il giorno
- 2017 – 4 marzo 1943 (Live)
- 2018 – Quelli che restano (con Elisa)
- 2018 - Anema e core (Acoustic version)/Anema e core (Orchestral Version) (con Francesca Gobbi)
- 2020 – Canzone (con Antonello Venditti)
- 2022 – Generale/Ricordati di me (con Antonello Venditti)

## Partecipazioni
- Fabrizio De André, Canzoni (Produttori Associati PA/LP 52, 1974): De Gregori suona la chitarra acustica e l'armonica in Via della povertà.
- Fabrizio De André, Vol. 8
- Artisti vari, Trianon '75, Domenica musica (RCA Italiana TCL 2-1178, 1975) disco con esecuzioni dal vivo altrimenti inedite; De Gregori è presente con Pablo.
- Mario Schiano, L'Internazionale - Progetto per un inno (It ZSLT 70030, 1976): De Gregori canta L'Internazionale in francese, insieme a Lucio Dalla e Antonello Venditti.
- Andro Cecovini, Canzone d'autore (RCA Italiana PL 31403, 1978): De Gregori suona le percussioni e il pianoforte in Clementina.
- Rino Gaetano, Nuntereggae più (It ZPLT 34037, 1978): De Gregori fa da seconda voce nel brano Fabbricando case.
- Lucio Dalla, Lucio Dalla (RCA Italiana, 1979): De Gregori canta Cosa Sarà insieme a Dalla.
- Jenny Sorrenti, Jenny Sorrenti (RCA Italiana, 1979): De Gregori duetta con la sorella di Alan Sorrenti in Lampo.
- Luigi Grechi, Come state? (PDU PLD A 7006): De Gregori duetta con il fratello in Dublino
- Ron, Una città per cantare (Spaghetti Records, ZPLSR 34079): De Gregori canta nel brano omonimo, insieme a Lucio Dalla.
- Mimmo Locasciulli, Sognadoro (1983): De Gregori suona la chitarra in Piove e non piove, l'organo Yamaha CS80 in La vita in tasca, il tamburello in Son tornati i capelloni, lo scacciapensieri in La sentinella; inoltre canta nel coro in Sognadoro (di cui è autore del testo)[6].
- Ivano Fossati, La pianta del tè (CBS, 1988): De Gregori canta Questi posti davanti al mare insieme a Fossati e a Fabrizio De André.
- Alessandro Haber, Haberrante (1995): De Gregori suona la chitarra in La valigia dell'attore (di cui è autore)[7].
- Mimmo Locasciulli, Uomini (1995): De Gregori canta insieme a Locasciulli Il suono delle campane (di cui è coautore).
- Mimmo Locasciulli, Il futuro (1998): disco di cover di artisti internazionali; De Gregori (sotto lo pseudonimo di Cereno Diotallevi) canta insieme a Locasciulli Powderfinger di Neil Young.
- Fiorella Mannoia, Fragile (Sony Music, 2001): nel disco è presente L'uccisione di Babbo Natale cantata da Fiorella Mannoia e Francesco De Gregori.
- Mimmo Locasciulli, Aria di famiglia (2002): De Gregori suona la chitarra in Svegliami domattina, Buona fortuna, Confusi in un playback e Il suono delle campane[8].
- Antonello Venditti, Che fantastica storia è la vita (Heinz Music, 2003): contiene Io e mio fratello, musica di Venditti, testo di Venditti-De Gregori, cantata insieme dai due.
- Artisti vari, Sette veli intorno al re (Sony Music, 2004), disco rivolto ai bambini i cui profitti vanno ad Emergency, realizzato assieme ad altri cantautori tra cui Franco Battiato e Francesco Guccini: De Gregori interpreta un inedito scritto per il momento dal titolo La luna e il dito.
- Luigi Grechi, Angeli e fantasmi (Import, 2012): De Gregori suona l'armonica nel brano Senza Regole di cui è stato girato un video ufficiale e ha scritto la canzone La strada è fiorita
- L'Orage (L'età dell'oro, 2013): De Gregori canta La teoria del veggente, brano del gruppo folk valdostano.
- Nicola Piovani, Cantabile (Sony Classical, 2013): De Gregori canta il brano Alla fine della storia.
- Ron, La forza di dire sì (Universal Music, 2016): De Gregori duetta con Ron in I ragazzi italiani, canzone scritta nel 1979 dal cantautore insieme a Lucio Dalla e lo stesso Ron[9], mai incisa prima in studio da De Gregori e canta Una città per cantare insieme a tutti gli altri artisti che hanno duettato con Ron nelle altre canzoni dell'album.
- Enzo Avitabile, Lotto infinito (2016): De Gregori duetta con il cantante napoletano in Attraverso l'acqua.[10]
- Fausto Leali, Non solo Leali (2016): De Gregori duetta con Leali in Sempre e per sempre.
- Edoardo De Angelis, Il cantautore necessario (2016): De Gregori duetta con De Angelis in La casa in riva al mare di Lucio Dalla.
- Gianna Nannini (2021): De Gregori duetta con la Nannini nel singolo Diamante.

## Colonne sonore
- Flirt
- Il muro di gomma
- Sei mai stata sulla Luna?
- Se Dio vuole

## Videografia

### Video musicali
- 1992 – Adelante! Adelante!
- 1993 – Il bandito e il campione
- 1996 – L'agnello di Dio
- 1997 – La valigia dell'attore
- 1998 – Powderfinger (con Mimmo Locasciulli)
- 2002 – Sento il fischio del vapore (con Giovanna Marini)
- 2002 – Saluteremo il signor padrone (con Giovanna Marini)
- 2003 – Io e mio fratello (con Antonello Venditti)
- 2005 – Vai in Africa, Celestino!
- 2007 – Cardiologia
- 2008 – L'angelo di Lyon
- 2010 – Non basta saper cantare (con Lucio Dalla)
- 2012 – Senza regole (con Luigi Grechi)
- 2013 – Ragazza del '95
- 2013 – Falso movimento
- 2014 – Omero al Cantagiro
- 2014 – Alice (con Luciano Ligabue)
- 2014 – La donna cannone
- 2015 – Un angioletto come te (Sweetheart like You)
- 2016 – Mondo politico (Political World)
- 2018 – Quelli che restano (con Elisa)
- 2021 – Diamante (con Gianna Nannini)